# Pougny (Ain)
Pougny – miejscowość i gmina we Francji, w regionie Owernia-Rodan-Alpy, w departamencie Ain.

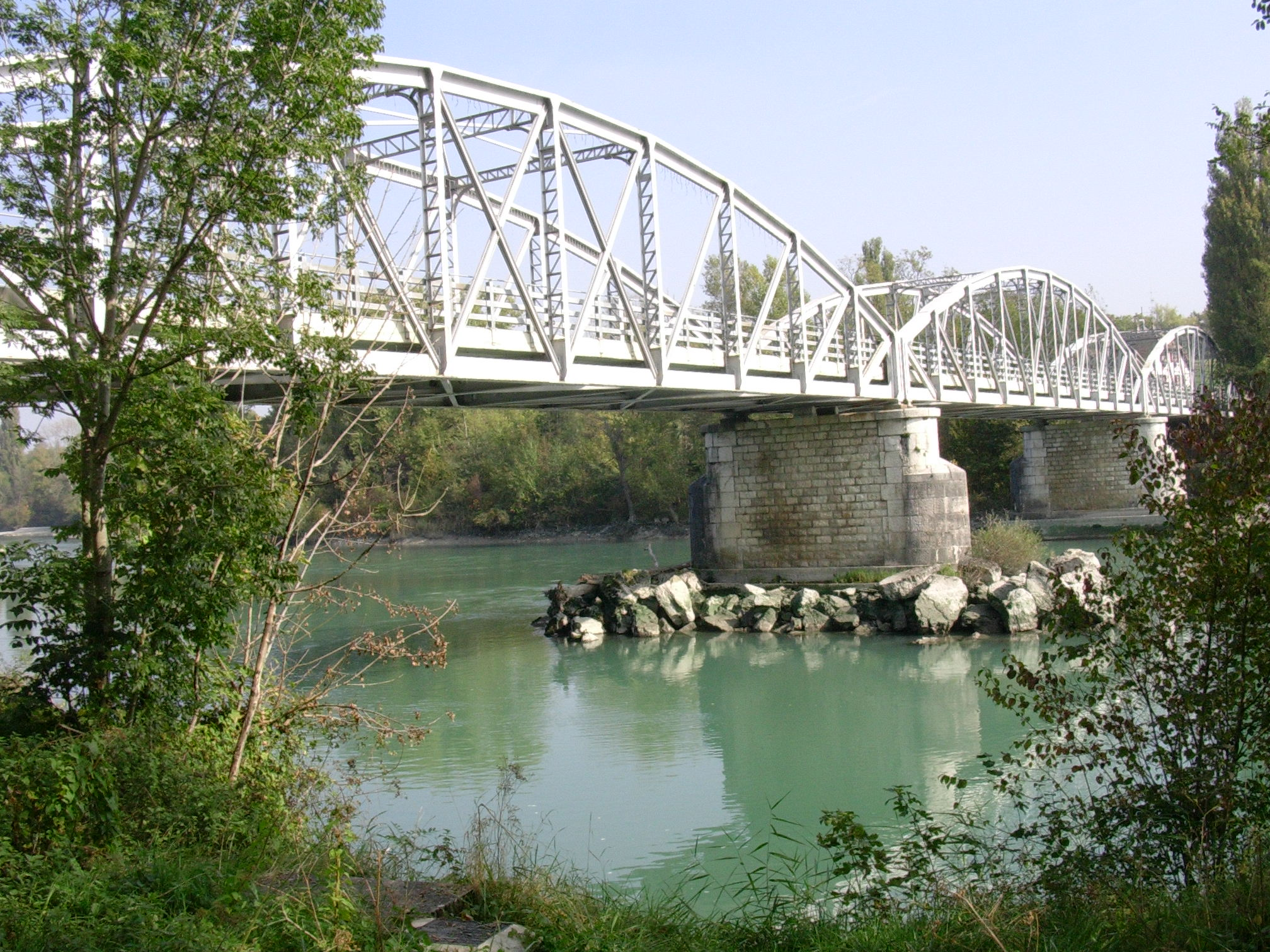
Wiadukt graniczny łączący francuskie Pougny i szwajcarskie Chancy (2007 r.)

## Demografia
Według danych na styczeń 2012 roku gminę zamieszkiwały 823 osoby, a gęstość zaludnienia wynosiła 105,9 osób/km².